# Eresus
Eresus és un gènere d'aranyes araneomorfes de la família dels erèsids (Eresidae). Aquest gènere inclou diverses espècies com Eresus cinnaberinus (anteriorment E. niger) i Eresus sandaliatus.

## Taxonomia
- Eresus albopictus Simon, 1873 — Marroc, Algèria
- Eresus algericus El-Hennawy, 2004 — Algèria
- Eresus cinnaberinus (anteriorment Eresus niger) Olivier, 1789 — Europa
- Eresus crassitibialis Wunderlich, 1987 — Canàries
- Eresus granosus Simon, 1895 — Rússia, Xina
- Eresus jerbae El-Hennawy, 2005 — Algèria, Tunísia
- Eresus kollari Rossi, 1846 — Europa a Àsia central
  - Eresus kollari bifasciatus Ermolajev, 1937 — Rússia
  - Eresus kollari frontalis Latreille, 1819 — Espanya
  - Eresus kollari ignicomus Simon, 1914 — Còrsega
  - Eresus kollari latefasciatus Simon, 1910 — Algèria
  - Eresus kollari tricolor Simon, 1873 — Còrsega
- Eresus lavrosiae Mcheidze, 1997 — Geòrgia
- Eresus moravicus Rezác, 2008 — Àustria, Hongria, Txèquia, Eslovàquia
- Eresus pharaonis Walckenaer, 1837 — Egipte
- Eresus robustus Franganillo, 1918 — Espanya
- Eresus rotundiceps Simon, 1873 — Ucraïna, Turkmenistan
- Eresus ruficapillus C. L. Koch, 1846 — Sicília, Croàcia
- Eresus sandaliatus (Martini & Goeze, 1778) — Europa
- Eresus sedilloti Simon, 1881 — Portugal, Espanya
- Eresus semicanus Simon, 1908 — Egipte
- Eresus solitarius Simon, 1873 — regió mediterrània
- Eresus walckenaeri Brullé, 1832 — Mediterrani
  - Eresus walckenaeri moerens C. L. Koch, 1846 — Afganistan